# Irena E. Kotowska
Irena Elżbieta Kotowska (ur. 11 kwietnia 1947) – polska ekonometrystka, demografka, statystyczka; emerytowana profesor zwyczajna SGH.

## Życiorys
Irena Kotowska ukończyła w 1970 ekonometrię na Wydziale Finansów i Statystyki Szkoły Głównej Planowania i Statystyki w Warszawie. W 1978 doktoryzowała się z ekonomii, specjalność ekonometria, na podstawie pracy Problemy wykorzystania łańcuchów Markowa do analizy zjawisk ekonomicznych (promotorka: Ira Koźniewska). W 1995 habilitowała się w Kolegium Analiz Ekonomicznych SGH, przedstawiając rozprawę Prognozowanie gospodarstw domowych. Problemy i metody. W 2006 uzyskała tytuł profesora nauk ekonomicznych.
Zawodowo związana z macierzystą uczelnią. W latach 1994–2016 kierowała Zakładem Demografii Instytutu Statystyki i Demografii (ISiD) SGH. Od września 2016 dyrektorka ISiD. W latach 1999–2005 była członkinią Senatu SGH, a w latach 2003–2009 przewodniczyła Senackiej Komisji ds. Nauki. Prowadziła początkowo zajęcia ze statystyki i ekonometrii. Od połowy lat 80. także wykłady z demografii. W latach 90. ze statystyki rynku pracy. Od początku XXI wieku prowadzi wykłady z demografii i przedmiotów dotyczących problematyki ludnościowej (modele i prognozy demograficzne, społeczno-ekonomiczne skutki zmian demograficznych). Wśród wypromowanych przez nią doktorów znaleźli się: Annę Baranowską-Rataj, Annę Matysiak i Pawła Strzeleckiego.
Jej zainteresowania naukowe obejmują: współzależności procesów ekonomicznych i demograficznych, przemiany rodziny i gospodarstw domowych w powiązaniu z rynkiem pracy, prognozowanie demograficzne, statystykę rynku pracy i warunków życia, politykę dotyczącą ludności, politykę społeczną oraz metodykę badań społecznych, zmiany demograficzne w Europie w powiązaniu z przeobrażeniami na rynku pracy, modelami „welfare state” oraz przekształceniem społecznych ról płci i ich percepcji.
Prace badawcze nad uwarunkowaniami przemian rodziny w Polsce oraz w Europie doprowadziły do sformułowania nowego podejścia badawczego. Kotowska postulowała rozpatrywanie zmian rodziny w kontekście uwarunkowań instytucjonalnych, strukturalnych i kulturowych, uznając konieczność jednoczesnego rozpatrywania przeobrażeń dokonujących się na rynku pracy oraz percepcji społecznych ról płci wraz z modelami polityki społecznej. Zmiany modelu rodziny rozpatrywała w wymiarach demograficznym i ekonomicznym, uwzględniających stopień zaangażowania kobiet i mężczyzn na rynku pracy oraz w rodzinie.
Kotowska jest współautorką pierwszych w Polsce panelowych badań warunków i jakości życia „Diagnoza Społeczna” Rady Monitoringu Społecznego w latach 2000–2015. Jej dorobek naukowy, od 1995 licząc, obejmuje: autorstwo 39 rozdziałów w książkach (w tym 7 wydanych za granicą, 14 w języku angielskim, 10 we współautorstwie); redakcję naukową 10 książek, w tym 6 w języku angielskim, przy czym 4 są wydane za granicą; 31 artykułów, w tym 4 opublikowane w czasopismach zagranicznych; współautorstwo 3 podręczników.
Jest członkinią Naukowej Rady Statystycznej, Rządowej Rady Ludnościowej, Komitetu Nauk Demograficznych oraz Komitetu Nauk o Pracy i Polityce Społecznej PAN, z czego w latach 2011–2018 przewodniczącą KND. W latach 2002–2008 kierowała Radą Naukową Środkowoeuropejskiego Forum Badań Migracyjnych, a od 2005 do 2011 przewodniczyła Radzie Naukowej Instytutu Pracy i Spraw Socjalnych. W latach 2008–2012 była członkinią Rady Fundacji na rzecz Nauki Polskiej, a w latach 2012–2016 wiceprzewodniczącej Rady Fundacji. Od 2008 należy do Zespołu ds. Współpracy z Zagranicą w MNiSW. W latach 2013–2016 była członkinią Sekcji Nauk Ekonomicznych Centralnej Komisji ds. Stopni i Tytułów.
W latach 2004–2005 wchodziła w skład Rady Społecznej przy Prezesie Rady Ministrów. W latach zaś 2011–2014 w skład rady ekspertów przy Kancelarii Prezydenta RP. W połowie lat 80. rozpoczęła współpracę z Głównym Urzędem Statystycznym.
W latach 1999–2006 była zastępczynią przewodniczącego Wydziału I Nauk Społecznych PAN. W latach 1991–1993 kierowała Sekcją Demometrii Komitetu Nauk Demograficznych PAN. W latach 1994–1999 była sekretarz naukową Komitetu Nauk Demograficznych PAN oraz zastępczynią redaktora naczelnego „Studiów Demograficznych”, a od 1999 do 2012 – redaktorką naczelną tego czasopisma.
Od 1987 należy do European Association for Population Studies (EAPS), gdzie pełniła m.in. funkcję skarbniczki. Z ramienia SGH współorganizowała dwie konferencje EAPS (Kraków 1997, Warszawa 2003).

## Odznaczenia
- Krzyż Kawalerski Orderu Odrodzenia Polski „za wybitne zasługi w pracy naukowo-badawczej, za osiągnięcia w działalności dydaktycznej i społecznej” (2011)[2]
- Krzyż Oficerski Orderu Odrodzenia Polski „za wybitne zasługi w pracy naukowo-badawczej, za szczególne osiągnięcia w promowaniu polskiej myśli naukowej na świecie” (2017)[3]